# Juan Bautista Pascual de Nieva
Juan Bautista Pascual de Nieva Lanz (Pamplona, 2 de enero de 1726 - Pamplona, post 1801) es un jurista navarro del siglo XVIII que desempeñó los cargos de abogado de los Tribunales Reales (Consejo Real de Navarra y Tribunal de la Corte Mayor), escribano real, síndico de las Cortes y alcalde de la Corte Mayor del reino de Navarra.

## Biografía
Fue hijo de Miguel Pascual de Nieva (1669-1774), natural de Ubago (Navarra) y de María Josefa de Lanz, nacida en Pamplona, que habían contraído matrimonio en 1720. Su padre fue un próspero comerciante de la capital navarra, donde llegó a desempeñar el cargo de regidor en el ayuntamiento en 1754.
Juan Bautista estudió leyes, los tres primeros años en la Universidad de Huesca y los dos últimos en la de Valladolid. Aquí se graduó como bachiller en Leyes el 12 de marzo de 1749, cuando tenía 23 años. De regreso a Pamplona, obtuvo la plaza de abogado de los Tribunales Reales de Navarra en 1752, tras superar un proceso de revisión de sus títulos académicos y de confirmación de su limpieza de sangre en el que intervinieron 16 testigos. Ejerció este cargo durante 28 años, hasta 1780, y desde 1768 lo simultaneó con el de escribano real hasta que lo abandonó ambos en 1781. Además, desde 1778 fue administrador del mayorazgo de Lizarazu, cargo que ya había desempeñado su tío Domingo Pascual de Nieva, escribano real.
Casó en 1754, a los 28 años, con Juana Antonia de Inda e Irigoyen, hija del administrador principal de la renta del tabaco en Navarra que era monopolio de la hacienda real española. Juana aportó como dote la importante cantidad de 4.000 ducados. El matrimonio tuvo cuatro hijos con los que tuvo pleitos por la herencia de su madre. Se tiene noticia de que en 1773 estaba casado con Juana Antonia de Inda e Irigoyen.
En 1778 figuraba como síndico (letrado) de las Cortes y de la Diputación del reino de Navarra juntamente con Ramón de Ibarra. Las autoridades le encomendaron asuntos relevantes, como el arriendo de la renta del tabaco, la construcción del camino real a Estella, el estudio del traslado de las aduanas de Navarra a la frontera francesa y el "donativo", la aportación de Navarra a la hacienda real. Por otra parte, contribuyó con su autoridad jurídica a consolidar el concepto de "ley contractual", en el sentido de que en el reino de Navarra la potestad legislativa estaba "compartida" por sus Cortes y el Rey.
A partir de su nombramiento como síndico, solicitó y obtuvo la declaración de hidalguía y el derecho a lucir el escudo de armas de su linaje. Fue síndico del barrio de San Nicolás en el que residía. Era propietario de diversas casas y tierras, lo que es señal de su desahogada posición económica, entre otros motivos, porque había sido heredero universal de sus padres y por la dote aportada por su primera esposa.
En 1794, cuando tenía 68 años, dejó el cargo de síndico del reino de Navarra, que había ocupado al menos durante 16 años, para desempeñar el de alcalde (juez) de la Real Corte Mayor de Navarra, un tribunal real integrado por cuatro juristas.
En 1801, con 76 años, se jubiló como alcalde del Tribunal de la Corte Mayor, con la pensión de "medio sueldo" correspondiente a la plaza que había abandonado.
Murió en Pamplona, en 1818, a los 92 años.